# William Francis Murray

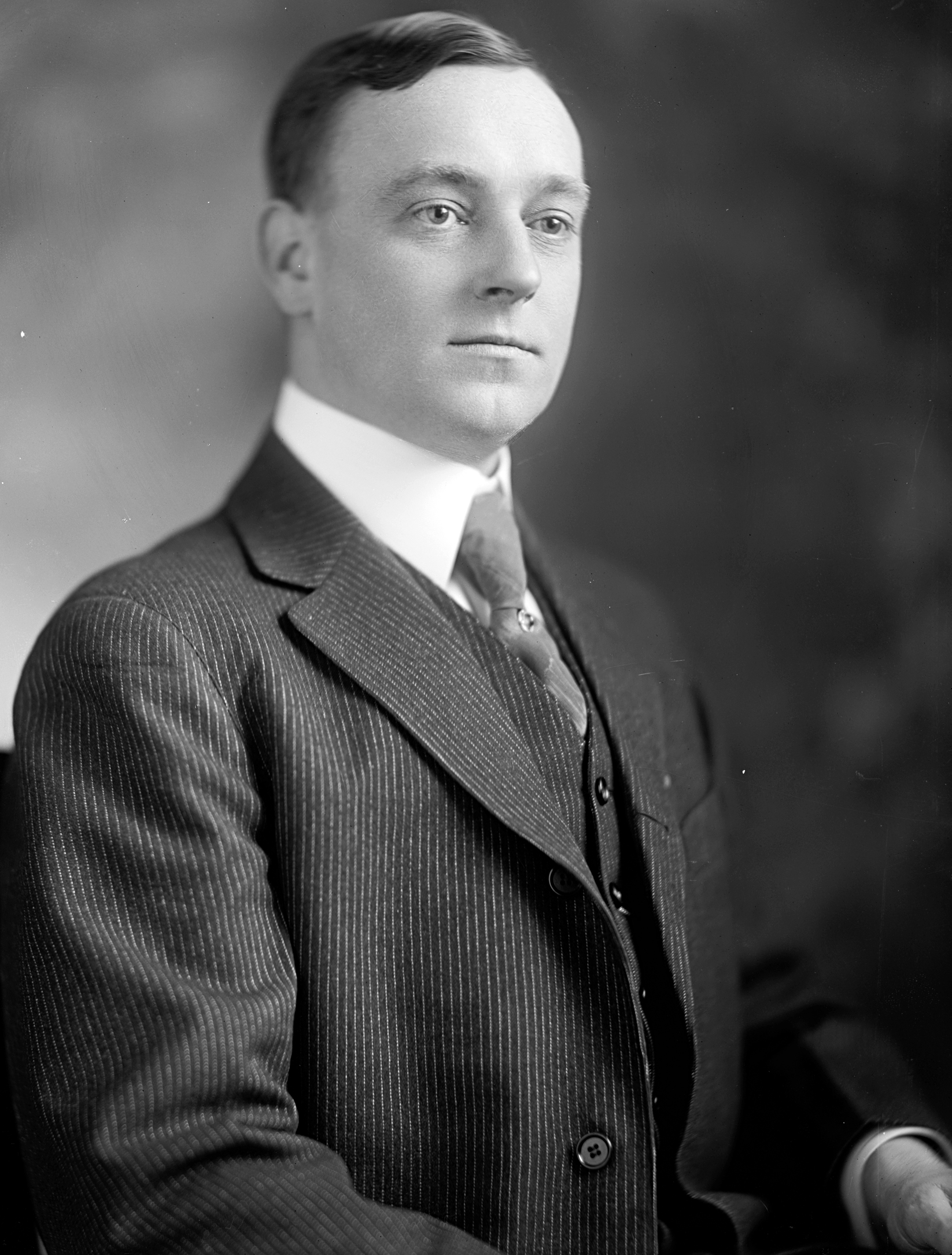
William Francis Murray

William Francis Murray (* 7. September 1881 in Boston, Massachusetts; † 21. September 1918 ebenda) war ein US-amerikanischer Politiker. Zwischen 1911 und 1914 vertrat er den Bundesstaat  Massachusetts im US-Repräsentantenhaus.

## Werdegang
William Murray besuchte die öffentlichen Schulen seiner Heimat und die Boston Latin School. Während des Spanisch-Amerikanischen Krieges von 1898 war er Korporal in der US Army. Danach studierte er bis 1904 an der Harvard University. Nach einem anschließenden Jurastudium an derselben Universität und seiner 1906 erfolgten Zulassung als Rechtsanwalt begann er in Boston in diesem Beruf zu arbeiten. Gleichzeitig schlug er als Mitglied der Demokratischen Partei eine politische Laufbahn ein. In den Jahren 1904 und 1905 saß er im Stadtrat von Boston; zwischen 1907 und 1908 gehörte er dem Repräsentantenhaus von Massachusetts an. Im Jahr 1910 war er Mitglied im Stab des Gouverneurs.
Bei den Kongresswahlen des Jahres 1910 wurde Murray im neunten Wahlbezirk von Massachusetts in das US-Repräsentantenhaus in Washington, D.C. gewählt, wo er am 4. März 1911 die Nachfolge von John A. Keliher antrat. Nach einer Wiederwahl konnte er bis zu seinem Rücktritt am 28. September 1914 im Kongress verbleiben. Seit 1913 vertrat er dort als Nachfolger von James Michael Curley den zehnten Distrikt seines Staates. Während seiner Zeit im Kongress wurden der 16. und der 17. Verfassungszusatz ratifiziert.
Murrays Rücktritt erfolgte nach seiner Ernennung zum Leiter der Postverwaltung von Boston. Dieses Amt bekleidete er bis zu seinem Tod am 21. September 1918.